# RMS Columbia
RMS Columbia byl kolesový parník třídy Britannia společnosti Cunard Line. Vybudován byl roku 1840 v loděnicích Robert Steele & Co. ve skotském Greenocku. Sloužil stejně jako jeho sesterské lodě na poštovní lince společnosti Liverpool-Halifax-Boston, kam poprvé vyplul 5. ledna 1841.
Při jedné ze svých plaveb na této lince se 2. července 1843 dostal v noci do husté mlhy a ztroskotal, když narazil na útes Devils Limb poblíž ostrova Seal u Nového Skotska. Všech 85 cestujících i členové posádky byli zachráněni. O čtyři roky později na tom samém místě ztroskotal jiný parník, William Abrams.